# دوستفورس

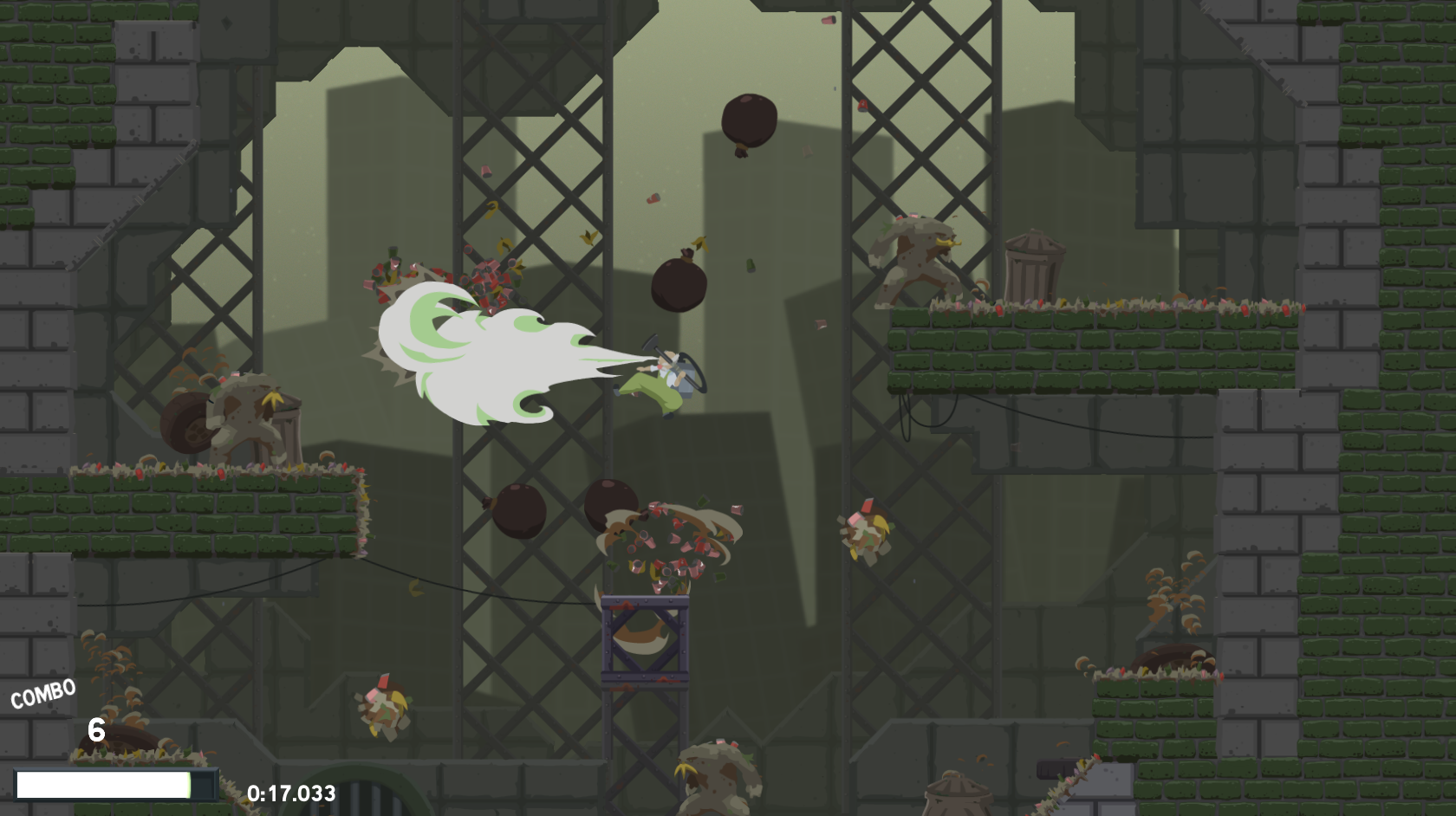
إحدى مراحل اللعبة

دوستفورس (بالإنجليزية: Dustforce)‏ ، هي لعبة إلكترونية من نوع منصات، أنتجت عام 2012م، وكانت كابكوم نشرت اللعبة لأنظمة الألعاب بلاي ستيشن 3 و بلاي ستيشن فيتا وإكس بوكس 360.

## مهمة اللعبة
يقوم بطل اللعبة بتكنيس وتنظيف كافة المراحل من خطورة انتشار الجراثيم في المدن والغابات والأماكن الأخرى، كما يقوم بطل الفيلم بقتل مجموعة من الجراثيم والغبار، لتخليص المراحل من هذه الخلايا.